# Hans Sutter
Hans Sutter (* 13. Oktober 1921 in Rickenbach, Kanton Basel-Landschaft; † 30. Januar 1988 ebenda) war ein Schweizer Archivar und Historiker.

## Leben und Werk
Sutters Eltern waren der Landwirt Johannes und die Posamenterin Johanna Lydia, geborene Martin. Nach der Schulzeit in Böckten und Basel absolvierte Sutter an der Universität Basel und der Universität Genf ein Sprach- und Geschichtsstudium. In Basel war er über viele Jahre Assistent am Historischen Seminar und bestand 1944 das Mittellehrexamen in Geschichte, Französisch und Latein. Aufgrund zusätzlicher Studien und einer schweizergeschichtlichen Dissertation promovierte er 1954 bei Edgar Bonjour.
In der Folge liess sich Sutter am Historischen Museum Basel, am Bayerischen Hauptstaatsarchiv und an der Bayerischen Landesstelle für Volkskunde in München zum Archivar ausbilden. Zudem war Sutter über mehrere Jahre Mitarbeiter bei der Herausgabe der Basler Studentenverzeichnisse. Sutter verbrachte während über 15 Jahren seine Sommerferien auf Schloss Ortenstein im Domleschg, um das Archiv und die Bibliothek der Familie von Tscharner zu ordnen.
Sutter wurde per 1. April 1960 vom Regierungsrat zum ersten Baselbieter Staatsarchivar des Staatsarchivs Basel-Landschaft mit wissenschaftlicher Ausbildung gewählt. Zudem wurde ihm von 1961 bis 1978 in Personalunion die Leitung der Kantonsbibliothek übertragen, die einen Hauptteil seiner Arbeitszeit in Anspruch nahm. Sutter veröffentlichte zahlreiche Werke über die Geschichte des Kantons Basel-Landschaft.
Als Gemeindepräsident von Rickenbach war Sutter von 1948 bis 1978, als freisinniger Landrat von 1959 bis 1965 tätig. Zudem war er Mitglied in vielen weiteren Behörden und Kommissionen. Sutter präsidierte abwechslungsweise mit dem aus Reigoldswil stammenden Paul Suter über 30 Jahre lang die «Gesellschaft für Baselbieter Heimatforschung». Sutter erhielt am 4. Juni 1987 vom Regierungsrat den Kulturpreis des Kantons Basel-Landschaft. Hans Sutter verstarb kurz nach seiner Pensionierung.